# Dan Bălan

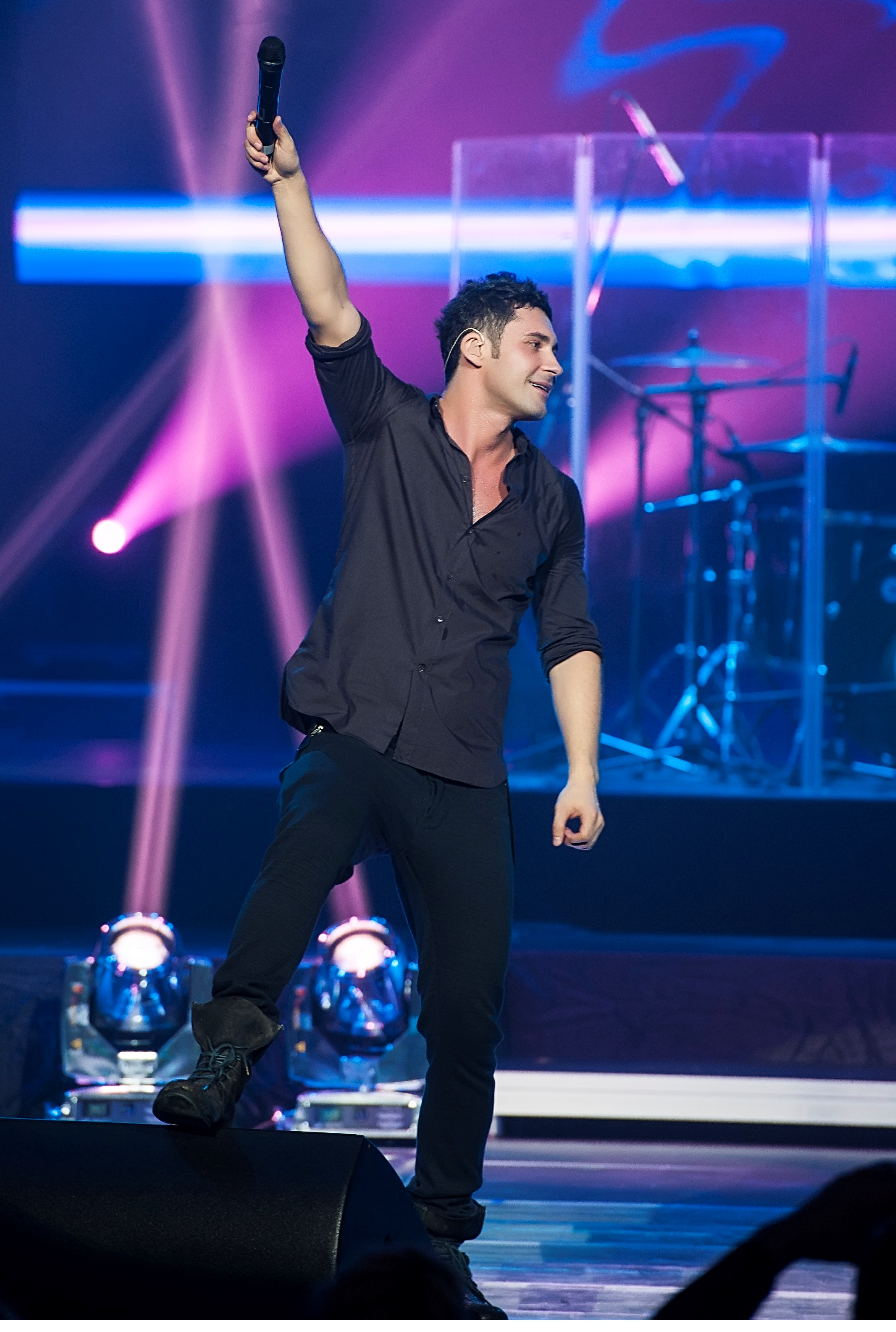
Dan Bălan (2012)

Dan Balan, född 6 februari 1979 i Moldavien, är en moldavisk sångare. 2010 slog han igenom med låten Chica Bomb. Han var en medlem i O-zone. Hans förfäder kommer från Moldavien, Rumänien och Ryssland.